# Фрийрън
Фрийрън е наименованието на спорт, съчетаващ дисциплините паркур и стрийт трикинг. В паркур елементите се ограничават, като без излишни движения се постига по-бързото преминаване на дадено трасе или препятствия. При фрийрън ограниченията са премахнати и на фокус е по-ефектното преминаване на трасето. Във фрийрън се включват салта, поредици от ефектни ваултове.

## Елементи
Основните салта, използвани във фрийрън, са: предно салто, задно салто, странично салто. По-сложни комбинации включват поредица от салта, салта с градуси, салта от стени и други повърхности.
Друг елемент във фрийрън са ваултове. Във фрийрън се използват ваултовете, взети от паркур, включително всякакви техни разновидности. Пример за това са vert ваулт, straddle ваулт, reverse ваулт. Използват се английските им наименования.

## Особености
Всеки може да се занимава с фрийрън, защото това е спорт за здраве, стига да има добра физическа подготовка и хъс. Не се препоръчва да се практикува от деца под 16 години, поради факта, че тяхната костно-мускулна система е в процес на растеж, вследствие на което могат да възникнат травми и деформации, които да афектират в по-напреднала възраст.
Фрийрън е безопасен спорт, доколкото се практикува с умерен риск. Желателно е начинаещите да се запознаят с основите на спорта и началните стъпки.

## Тренировки
Практикуващите фрийрън се разделят на отбори (crew), които тренират в затворена среда. Целта на спорта е да се прескочат границите на сивото ежедневие. Практикуващите започват да гледат с други очи на градската среда – не като ограничение, а като възможност. „Freerun“ е спорт, в който „опъваш“ възможностите си до краен предел.
Важно: Начинаещите трябва много да внимават да не се наранят. Също така трябва да направят хубава загрявка преди да започнат, защото иначе може да си контузят някоя става или кост.

### Някои известни фрийрън отбора
- SJC – Sofia Jumpers Crew,
- SX3 – Sofia Street Squad Архив на оригинала от 2015-10-18 в Wayback Machine.,
- FG – Flyover the Gravity Архив на оригинала от 2011-04-08 в Wayback Machine.,
- EST – East Side Team,
- LEDVC – Les Espirits Du Vent Crew.
- S.M.C – Street Matamos Crew.
- NMC – No Mercy Crew.
- RJC - Ruse Jumpers Crew
- \v/ – Vision Vitality.
- E>Y>E – Eye Of The Storm –
- LGP – LG PARKOUR

## В България
В България има една Фрийрън организация, занимаваща се с разпространението и правилното практикуване на този спорт. Под нейния знак се провеждат много събития като
- Freerun Loop Tour Tour Архив на оригинала от 2008-09-17 в Wayback Machine.,
- Extreme Fest Bourgas,
- Sprite Graffiti Fest,
- Kazichane Extreme Sports Fest